# Kadarsanomys sodyi
Genre
Espèce
Statut de conservation UICN

 EN  : En danger
Répartition géographique
Kadarsanomys sodyi est la seule espèce du genre Kadarsanomys. C'est un rongeur de la sous-famille des Murinés.